# Еквестрија
Еквестрија је измишљено окружење четврте и пете генерације серије играчака и медијске франшизе Мој мали Пони, укључујући анимирану телевизијску серију Мој мали пони: Пријатељство је Магија и мој мали пони: живот понија. Креирана од стране Лорен Фауст, сценографија укључује многе елементе фантазије, укључујући инспирације из европске и грчке митологије .
Еквестрија је домаћин многим интелигентним и разумним створењима ; већина су понији. Оснивање Еквестрије је описано као резултат сарадње једнорога, пегаса и земаљских понија . Службени језик Еквестрије је Понијски, а званична валута је Бит. Еквестријом владају принцезе. Сунчева Принцеза Селестија и Ноћна Принцеза Селестија

### Региони
Главни региони Еквестрије су: Понивил, Кантерлот, Клаудсдејл, Шума Еверфри, Залеђени Север, Кристално Царство, Обала Селестија и Обала Луна и Мејнхетн.